# 道の駅那須高原友愛の森
道の駅那須高原友愛の森（みちのえき なすこうげんゆうあいのもり）は、栃木県那須郡那須町にある主要地方道那須高原線の道の駅である。

## 沿革
2005年（平成17年）4月にふれあいの郷直売所、2006年（平成18年）4月に観光交流センター・アグリ情報館がオープンするなど整備が進んでいる。
2015年（平成27年）1月30日に「国際観光地那須の拠点」を理由に重点道の駅に選定された。

## 施設
- 駐車場（小型車76台、大型車4台、身障者2台）
- トイレ（男12、女9、身体障害者用1）
- 公衆電話
- 観光交流センター・アグリ情報館
- ふれあいの郷直売所
- ふるさと物産センター
- 自然観光館
- 工芸館
- 高速バス「那須・塩原号」停留所

2024年4月、敷地内にあるレストラン「なすとらん」がリニューアルオープンした。新しい建物は木造平屋建てで、栃木県産の八溝杉が使用されている。客席は従来の約2倍の広さとなり、テラス席を含めて112席が設けられた。施設はバリアフリーにも対応しており、幅広い年齢層に利用しやすくなっている。

## アクセス
- 栃木県道17号那須高原線

この他、最寄の広谷地交差点には栃木県道30号矢板那須線の終点、および栃木県道68号那須西郷線の起点が接続する。

## 駅周辺
- 那須IC
- 那須郵便局
- 那須サファリパーク
- 那須ハイランドパーク
- 那須ワールドモンキーパーク
- 那須国際カントリークラブ
- 那須どうぶつ王国